# Mistrzostwa Świata w Lekkoatletyce 1983 – bieg na 200 m mężczyzn

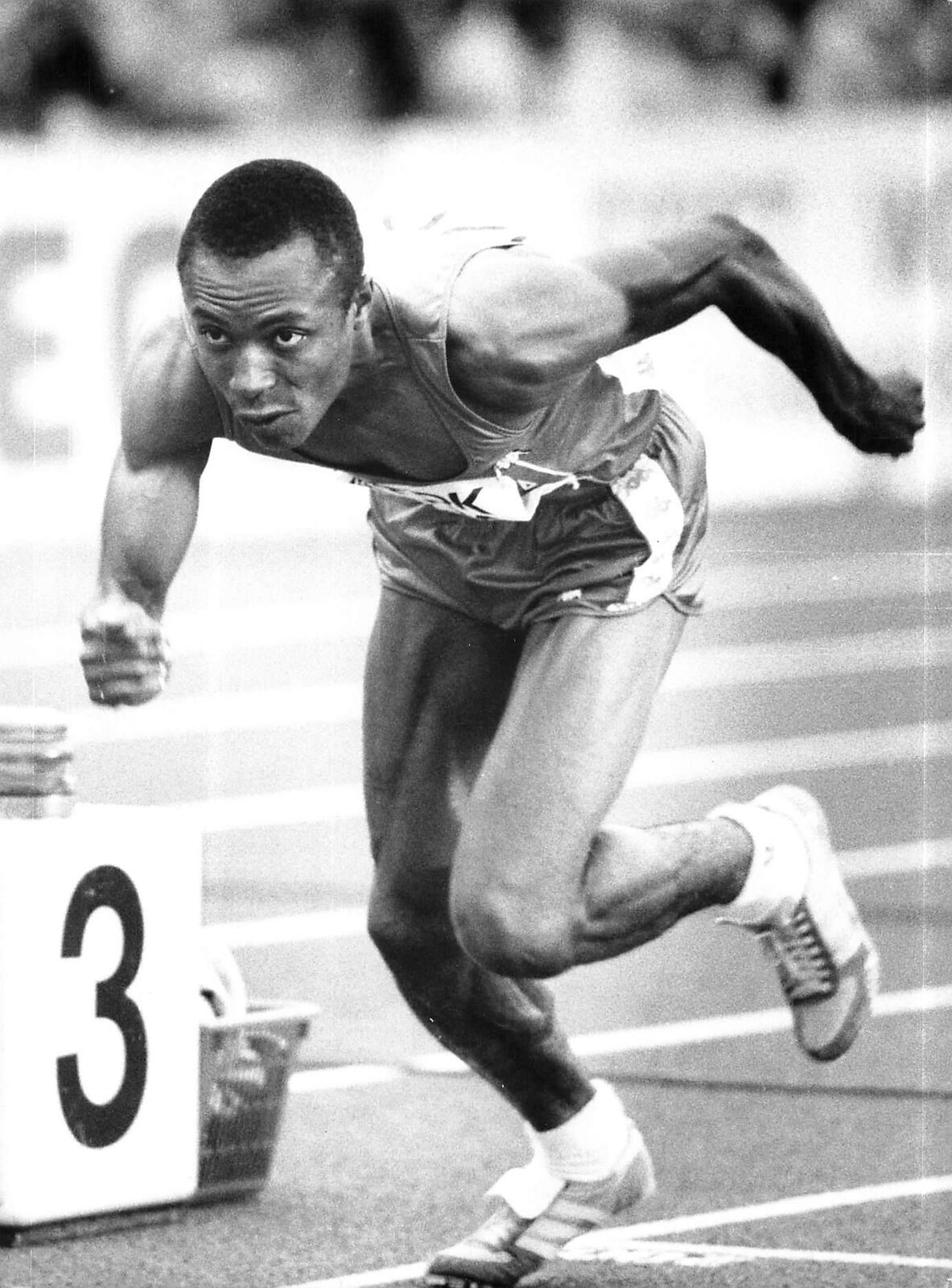
Mistrz świata Calvin Smith

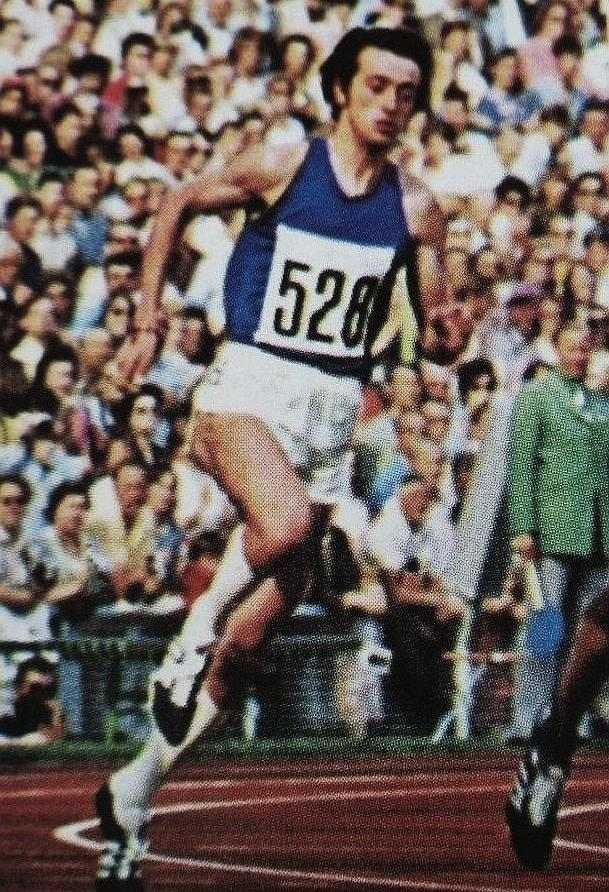
Brązowy medalista Pietro Mennea

Bieg na 200 metrów mężczyzn – jedna z konkurencji biegowych rozgrywanych podczas lekkoatletycznych mistrzostw świata na Stadionie Olimpijskim w Helsinkach.

## Terminarz
| Data        |              |
| ----------- | ------------ |
| 12 sierpnia | Eliminacje   |
| 12 sierpnia | Ćwierćfinały |
| 13 sierpnia | Półfinały    |
| 14 sierpnia | Finał        |

## Rekordy
|               | Zawodnik      | Wynik | Miejsce | Data                  |
| ------------- | ------------- | ----- | ------- | --------------------- |
| Rekord świata | Pietro Mennea | 19,72 | Meksyk  | 12 września 1979(dts) |

## Wyniki

### Eliminacje
Rozegrano 8 biegów eliminacyjnych. Z każdego biegu trzech najlepszych zawodników automatycznie awansowało do ćwierćfinałów (Q). Skład ćwierćfinalistów uzupełniło ośmiu najszybszych sprinterów spoza pierwszej trójki ze wszystkich biegów eliminacyjnych (q).

### Bieg 1
| Poz. | Imię i nazwisko        | Narodowość        | Wynik | Uwagi |
| ---- | ---------------------- | ----------------- | ----- | ----- |
| 1    | Frank Emmelmann        | NRD               | 20,95 | Q     |
| 2    | Cameron Sharp          | Wielka Brytania   | 21,07 | Q     |
| 3    | Bruce Frayne           | Australia         | 21,15 | Q     |
| 4    | Christopher Brathwaite | Trynidad i Tobago | 21,24 | q     |
| 5    | Hector Daley           | Panama            | 21,49 | q     |
| 6    | Earl Haley             | Gujana            | 21,55 | q     |
| 7    | Moussa Savadogo        | Mali              | 22,33 |       |
| 8    | Awudu Nuhu             | Ghana             | 22,93 |       |

### Bieg 2
| Poz. | Imię i nazwisko          | Narodowość                   | Wynik | Uwagi |
| ---- | ------------------------ | ---------------------------- | ----- | ----- |
| 1    | Pietro Mennea            | Włochy                       | 20,80 | Q     |
| 2    | Siergiej Sokołow         | ZSRR                         | 20,94 | Q     |
| 3    | Paul Narracott           | Australia                    | 21,08 | Q     |
| 4    | Luis Schneider           | Chile                        | 21,25 | q     |
| 5    | Giorgio Mautiño Batuello | Peru                         | 21,78 |       |
| 6    | Nguyễn Trương Hòa        | Wietnam                      | 22,68 |       |
| 7    | Gervais Kirolo           | Republika Środkowoafrykańska | 23,10 |       |

### Bieg 3
| Poz. | Imię i nazwisko   | Narodowość | Wynik | Uwagi |
| ---- | ----------------- | ---------- | ----- | ----- |
| 1    | João da Silva     | Brazylia   | 20,93 | Q     |
| 2    | Władimir Murawjow | ZSRR       | 21,12 | Q     |
| 3    | Desai Williams    | Kanada     | 21,36 | Q     |
| 4    | Mohamed Purnomo   | Indonezja  | 21,88 |       |
| 5    | Joseph Leota      | Samoa      | 22,33 |       |
| 6    | Nagib Salem Ahmed | Jemen      | 23,22 |       |
| 7    | Colin Bradford    | Jamajka    | 24,15 |       |

### Bieg 4
| Poz. | Imię i nazwisko | Narodowość        | Wynik | Uwagi |
| ---- | --------------- | ----------------- | ----- | ----- |
| 1    | Carlo Simionato | Włochy            | 20,76 | Q     |
| 2    | Elliott Quow    | Stany Zjednoczone | 21,01 | Q     |
| 3    | Atlee Mahorn    | Kanada            | 21,14 | Q     |
| 4    | Ángel Heras     | Hiszpania         | 21,29 | q     |
| 5    | Roland Jokl     | Austria           | 21,30 | q     |
| 6    | David Sawyerr   | Sierra Leone      | 22,23 |       |
| 7    | John Albertie   | Saint Lucia       | 22,53 |       |

### Bieg 5
| Poz. | Imię i nazwisko       | Narodowość                 | Wynik | Uwagi |
| ---- | --------------------- | -------------------------- | ----- | ----- |
| 1    | Allan Wells           | Wielka Brytania            | 21,14 | Q     |
| 2    | Boubacar Diallo       | Senegal                    | 21,17 | Q     |
| 3    | Christopher Madzokere | Zimbabwe                   | 21,68 | Q     |
| 4    | Dean Greenaway        | Brytyjskie Wyspy Dziewicze | 22,24 |       |
| –    | Juan Núñez            | Dominikana                 | DNS   |       |
| –    | Pierfrancesco Pavoni  | Włochy                     | DNS   |       |
| –    | Tony Sharpe           | Kanada                     | DNS   |       |

### Bieg 6
| Poz. | Imię i nazwisko | Narodowość        | Wynik | Uwagi |
| ---- | --------------- | ----------------- | ----- | ----- |
| 1    | Calvin Smith    | Stany Zjednoczone | 21,10 | Q     |
| 2    | Leroy Reid      | Jamajka           | 21,13 | Q     |
| 3    | Patrick Barré   | Francja           | 21,34 | Q     |
| 4    | Jang Jae-keun   | Korea Południowa  | 21,39 | q     |
| 5    | Gustavo Capart  | Argentyna         | 21,66 |       |
| 6    | Rubén Inácio    | Angola            | 10,84 |       |
| 7    | Trevor Davis    | Anguilla          | 22,80 |       |

### Bieg 7
| Poz. | Imię i nazwisko   | Narodowość | Wynik | Uwagi |
| ---- | ----------------- | ---------- | ----- | ----- |
| 1    | Innocent Egbunike | Nigeria    | 21,28 | Q     |
| 2    | István Nagy       | Węgry      | 21,50 | Q     |
| 3    | Andreas Rizzi     | RFN        | 21,51 | Q     |
| 4    | Omar Faye         | Gambia     | 22,30 |       |
| 5    | Sikendar Iqbal    | Pakistan   | 22,91 |       |
| –    | Peni Bati         | Fidżi      | DNS   |       |
| –    | Don Quarrie       | Jamajka    | DNS   |       |

### Bieg 8
| Poz. | Imię i nazwisko         | Narodowość                           | Wynik | Uwagi |
| ---- | ----------------------- | ------------------------------------ | ----- | ----- |
| 1    | Jean-Jacques Boussemart | Francja                              | 20,99 | Q     |
| 2    | Luke Watson             | Wielka Brytania                      | 21,20 | Q     |
| 3    | Alfred Nyambane         | Kenia                                | 21,21 | Q     |
| 4    | Neville Hodge           | Wyspy Dziewicze Stanów Zjednoczonych | 21,38 | q     |
| 5    | Larry Myricks           | Stany Zjednoczone                    | 21,74 |       |
| 6    | Georges Taniel          | Vanuatu                              | 22,28 |       |
| 7    | José Flores             | Honduras                             | 22,94 |       |

### Ćwierćfinały
Rozegrano 4 biegi ćwierćfinałowe. Z każdego biegu 4 najlepszych zawodników awansowało do następnej rundy (Q).

### Bieg 1
| Poz. | Imię i nazwisko         | Narodowość        | Wynik | Uwagi |
| ---- | ----------------------- | ----------------- | ----- | ----- |
| 1    | Calvin Smith            | Stany Zjednoczone | 20,60 | Q     |
| 2    | João da Silva           | Brazylia          | 20,65 | Q     |
| 3    | Allan Wells             | Wielka Brytania   | 20,81 | Q     |
| 4    | Jean-Jacques Boussemart | Francja           | 20,86 | Q     |
| 5    | Ángel Heras             | Hiszpania         | 21,25 |       |
| 6    | Earl Haley              | Gujana            | 21,39 |       |
| 7    | Luis Schneider          | Chile             | 21,39 |       |
| –    | Jang Jae-keun           | Korea Południowa  | DNF   |       |

### Bieg 2
| Poz. | Imię i nazwisko       | Narodowość      | Wynik | Uwagi |
| ---- | --------------------- | --------------- | ----- | ----- |
| 1    | Carlo Simionato       | Włochy          | 20,75 | Q     |
| 2    | Desai Williams        | Kanada          | 20,87 | Q     |
| 3    | Boubacar Diallo       | Senegal         | 20,97 | Q     |
| 4    | Cameron Sharp         | Wielka Brytania | 20,99 | Q     |
| 5    | Patrick Barré         | Francja         | 21,12 |       |
| 6    | Paul Narracott        | Australia       | 21,34 |       |
| 7    | Alfred Nyambane       | Kenia           | 21,55 |       |
| 8    | Christopher Madzokere | Zimbabwe        | 21,55 |       |

### Bieg 3
| Poz. | Imię i nazwisko        | Narodowość        | Wynik | Uwagi |
| ---- | ---------------------- | ----------------- | ----- | ----- |
| 1    | Frank Emmelmann        | NRD               | 20,78 | Q     |
| 2    | Leroy Reid             | Jamajka           | 20,88 | Q     |
| 3    | Innocent Egbunike      | Nigeria           | 20,91 | Q     |
| 4    | Siergiej Sokołow       | ZSRR              | 20,93 | Q     |
| 5    | Atlee Mahorn           | Kanada            | 21,13 |       |
| 6    | Christopher Brathwaite | Trynidad i Tobago | 21,14 |       |
| 7    | Andreas Rizzi          | RFN               | 21,37 |       |
| 8    | István Nagy            | Węgry             | 21,52 |       |

### Bieg 4
| Poz. | Imię i nazwisko   | Narodowość                           | Wynik | Uwagi |
| ---- | ----------------- | ------------------------------------ | ----- | ----- |
| 1    | Pietro Mennea     | Włochy                               | 20,68 | Q     |
| 2    | Władimir Murawjow | ZSRR                                 | 20,70 | Q     |
| 3    | Elliott Quow      | Stany Zjednoczone                    | 20,80 | Q     |
| 4    | Bruce Frayne      | Australia                            | 20,97 | Q     |
| 5    | Luke Watson       | Wielka Brytania                      | 20,99 |       |
| 6    | Roland Jokl       | Austria                              | 21,24 |       |
| 7    | Neville Hodge     | Wyspy Dziewicze Stanów Zjednoczonych | 21,38 |       |
| –    | Hector Daley      | Panama                               | DNS   |       |

### Półfinały
Rozegrano 2 biegi półfinałowe. Z każdego biegu 4 najlepszych zawodników awansowało do finału (Q).

### Bieg 1
| Poz. | Imię i nazwisko  | Narodowość        | Wynik | Uwagi |
| ---- | ---------------- | ----------------- | ----- | ----- |
| 1    | João da Silva    | Brazylia          | 20,56 | Q     |
| 2    | Frank Emmelmann  | NRD               | 20,63 | Q     |
| 3    | Pietro Mennea    | Włochy            | 20,68 | Q     |
| 4    | Elliott Quow     | Stany Zjednoczone | 20,69 | Q     |
| 5    | Cameron Sharp    | Wielka Brytania   | 20,69 |       |
| 6    | Desai Williams   | Kanada            | 20,71 |       |
| 7    | Leroy Reid       | Jamajka           | 20,89 |       |
| 8    | Siergiej Sokołow | ZSRR              | 20,89 |       |

### Bieg 2
| Poz. | Imię i nazwisko         | Narodowość        | Wynik | Uwagi |
| ---- | ----------------------- | ----------------- | ----- | ----- |
| 1    | Calvin Smith            | Stany Zjednoczone | 20,29 | Q     |
| 2    | Carlo Simionato         | Włochy            | 20,60 | Q     |
| 3    | Innocent Egbunike       | Nigeria           | 20,63 | Q     |
| 4    | Allan Wells             | Wielka Brytania   | 20,63 | Q     |
| 5    | Władimir Murawjow       | ZSRR              | 20,71 |       |
| 6    | Jean-Jacques Boussemart | Francja           | 20,76 |       |
| 7    | Bruce Frayne            | Australia         | 20,94 |       |
| 8    | Boubacar Diallo         | Senegal           | 20,96 |       |

### Finał
| Poz. | Imię i nazwisko   | Narodowość        | Wynik |
| ---- | ----------------- | ----------------- | ----- |
| 1    | Calvin Smith      | Stany Zjednoczone | 20,14 |
| 2    | Elliott Quow      | Stany Zjednoczone | 20,41 |
| 3    | Pietro Mennea     | Włochy            | 20,51 |
| 4    | Allan Wells       | Wielka Brytania   | 20,52 |
| 5    | Frank Emmelmann   | NRD               | 20,55 |
| 6    | Innocent Egbunike | Nigeria           | 20,63 |
| 7    | Carlo Simionato   | Włochy            | 20,69 |
| 8    | João da Silva     | Brazylia          | 20,80 |